# Maybrit Illner
Maybrit Illner, nascida Klose (Berlim, 12 de janeiro de 1965), é uma jornalista alemã.

## Publicações
- Frauen an der Macht. 21 einflussreiche Frauen berichten aus der Wirklichkeit. Hugendubel, Kreuzlingen, Munique 2005, ISBN 3-7205-2649-6
- Politiker-Deutsch/Deutsch-Politiker. Langenscheidt, Munique, Berlim 2007, ISBN 978-3-468-73190-7
- (com Ingke Brodersen) Ente auf Sendung. Von Medien und ihren Machern. Dt. Verl.-Anst., Munique 2003, ISBN 3-421-05751-6